# 反高
反高（たんだか・段高）とは、江戸時代に田に対して用いられた特殊な高の表示方法。

## 概要
主に新田に対して用いられた。新田は地質や水利が安定しておらず、収穫が不安定となりがちで、場合によっては耕作が放棄されて再び開発前の荒地に戻る可能性もあった。そのため、検地を行っても石高表示を行わずに村高からは外し、反別のみを行って通常よりも低率な田租を賦課した。その土地の高を反高と呼び、土地自体を反高場と呼んだ。また、現在は反別で賦課を行っても将来は石高表示に切り替えて村高に編入する見通しのある土地を見取（みとり）・見取場（みとりば）と呼んだ。
反高地・見取場は、耕作者の経営に配慮して新田の荒廃を避けるための措置として行われた。また、村高に編入しないのは村請の下では村高に対して本年貢及び高掛物が賦課されるため、反高の対象地に正規の税率をそのまま適用しないための措置であった。反高の適用された土地は本村の持添えとして扱われていたが、まれに反高のみで新しい村が設立される場合もあった。